# José Manuel Solares
José Manuel Solares nació en la Ciudad de Córdoba, Argentina en el mes de diciembre de 1783. Noveno propietario de la estancia jesuítica de Alta Gracia, Córdoba, Argentina. Es considerado el patriarca de Alta Gracia. Fue educador y filántropo. A su fallecimiento donó las tierras donde surgió la villa de Alta Gracia.

## Reseña biográfica

### Nacimiento
José Manuel Solares nació en la ciudad de Córdoba en diciembre de 1783, ya que su acta de bautismo, afirma que tenía «2 días de nacido» al ser bautizado.
Si bien en dicho documento figura como «hijo de Don Francisco Juárez Solar y Doña María Josefa Piñero», viuda de Diego Parra; posteriormente, en su acta de matrimonio con Concepción Llanes, figura correctamente el apellido paterno: SOLARES.
Sus antepasados son de «un municipio distante a 28 Kilómetros de Gijón, en Asturias, España, denominado Villaviciosa, lindando con el mar.»

### Comienzos de su actividad política
Su intensa actividad política y educativa comienza en los albores del siglo XIX, ya que en 1809 es «...electo como Regidor LLano en el Ayuntamiento de Córdoba...»
En 1812 queda en una «...lista de doce vecinos "conocidos patriotas", cuya misión era designar, juntamente con el Cabildo, el representante de Córdoba ante la Asamblea General creada por el Estatuto Provincial de 1811...»
El listado de cargos políticos que ocupó es extenso y solo transcribiremos algunos, guiándonos por la minuciosa enumeración que aparece en «José Manuel Solares. El Patriarca de Alta Gracia» (Lozada de Solla N, Rustán V., Mazzucco R): 
Miembro de la Junta de los Propios «...que tenía como misión el control de la recaudación de impuestos municipales (1814), ese mismo año fue elegido "Alcalde de Barrio (del barrio 1°, Cuartel 1°)...»En 1815 «...fue nombrado Alcalde de Segundo Voto del Cabildo, con funciones judiciales en lo civil y criminal...»
En 1817 «...figura como Elector, designado por los vecinos; su misión era elegir a miembros del Cabildo...»
Leyendo a Fernando Yunes (1981), nos enteramos que en «...1818 fue designado Síndico Procurador de la Ciudad de Córdoba... debía defender y representar los intereses de la población...»
Por Solla, Rustán y Mazzucco sabemos que Don José Manuel Solares fue un «...hombre de discernimiento y de probidad intachable, al par que manso, ecuánime por temperamento, insobornable...» () «...estas cualidades se vislumbraron en su actuación pública sobre todo cuando tuvo que administrar justicia como Juez Pedáneo...» (desde 1821 a 1831, con un intervalo en los años 26, 26 y 28) y como Juez de Alzada o Segunda instancia (desde 1834 a 1837)

### Los destinos de Solares y Alta Gracia de la provincia de Córdoba en Argentina, se unen
En agosto de 1820 adquirió la Estancia de Alta Gracia en subasta pública, a los herederos de Santiago de Liniers, por la suma de quince mil pesos. Fue su propietario hasta su muerte acaecida el 23 de agosto de 1868, a los 85 años y ocho meses, sepultado en la Iglesia Nuestra Señora de la Merced.
De su testamento, redactado el 14 de marzo de 1862, se «desprende la intención de Solares de hacer de la antigua estancia una villa compuesta por pequeños propietarios, hombres pobres y honrados que con su esfuerzo prosperarían teniendo la asistencia de la Escuela y el Templo para enriquecerse cultural y espiritualmente.»
«Ordeno y mando, dar terrenos, que forman un cuadrado para la formación de una Villa a beneficio de los pobres de notoria honradez.»
Estos eran los peones de su estancia, los músicos de la iglesia, etc.; los «que tendrán derecho para que se les dé un terreno de treinta varas de frente y cuarenta y cinco de fondo.»
«Ordeno y mando que la expresada Villa sea titulada de Mercedes, para lo que, como para la Iglesia de Alta Gracia, nombro su patrono a Don Telésforo Lozada, quien se encargará del patronato luego de mi fallecimiento.» aunque el nombre que predominó fue el de Alta Gracia.
En el mismo documento, fijó además la residencia de las autoridades, la plaza y previó su futura ampliación dejando a criterio del patrón la incorporación de nuevos habitantes.
«Quedando la residencia en el centro del núcleo urbano al que dio origen. Durante cien años los Lozada, herederos de Solares fueron los propietarios de las construcciones jesuíticas y tierras adyacentes.»'
Solares aseguró en su testamento, el mantenimiento de la Iglesia, del Culto y realización de los festejos para el Día de Nuestra Señora de Mercedes, que fuera más tarde proclamada Patrona de la Villa.
De esta manera, los destinos de la antigua Estancia y de Solares se unieron para siempre, ya que fue su voluntad del «deslinde de terrenos para los pobres de notoria honradez», la que permitiera que la Estancia Jesuítica de Alta Gracia, fuera la única de los establecimientos que la Orden tuviera en Córdoba, que gestó a su alrededor una Villa, que se transformó en ciudad.

### Siguiente etapa
En 1859 se lo designa Visitador general de todas las escuelas del municipio y de la escuela de artes y oficios que él mismo había fundado.
En 1864 dona al gobierno la casa escuela de su propiedad y un año más tarde funda una escuela para niñas pionera en la provincia. Casado con Concepción Llanes y Berrotarán no dejan descendencia ni herederos y en su testamento otorga terrenos para «la formación de una villa a beneficio de los pobres de notoria honradez, que serán los que tendrán derecho para que se les dé terreno de treinta varas de frente y cuarenta y cinco de fondo.»
Falleció el 23 de agosto de 1868 sus restos descansan en la iglesia de La Merced de la ciudad de Alta Gracia.

## Vida personal
Santiago Estrada, biznieto de Liniers se refirió a Solares como «en su calidad de maestro de la educación primaria, era filántropo y remediaba las necesidades del pobre, del enfermo, del atribulado; como juez oficioso, dirimía amigablemente las querellas de sus vecinos.»